# Songs of Love and Death
Songs of Love and Death je debutové album německé symfonicmetalové hudební skupiny Beyond the Black. Vydáno bylo 13. února 2015 vydavatelstvím Airforce1 Records a jeho producentem byl německý hudebník Sascha Paeth. Deska se umístila na desáté pozici v německé hitparádě Media Control Charts a na dvacáté první příčce v rakouském žebříčku Ö3 Austria Top 40.

## Seznam skladeb
Všechny skladby napsal(i) Beyond the Black. 
| Pořadí         | Název                             | Délka |
| -------------- | --------------------------------- | ----- |
| 1.             | In the Shadows                    | 4:53  |
| 2.             | Songs of Love and Death           | 4:15  |
| 3.             | Unbroken                          | 4:26  |
| 4.             | When Angels Fall                  | 5:22  |
| 5.             | Pearl in a World of Dirt          | 6:25  |
| 6.             | Hallelujah                        | 5:22  |
| 7.             | Running to the Edge               | 4:54  |
| 8.             | Numb                              | 4:24  |
| 9.             | Drowning in Darkness              | 4:11  |
| 10.            | Afraid of the Dark                | 4:08  |
| 11.            | Fall into the Flames              | 3:41  |
| 12.            | Love Me Forever (Motörhead cover) | 3:27  |
| Celková délka: | Celková délka:                    | 55:28 |

## Obsazení
- Jennifer Haben – zpěv
- Christopher Hummels – kytara
- Nils Lesser – kytara
- Erwin Schmidt – basová kytara
- Michael Hauser – klávesy
- Tobias Derer – bicí